# Coppa Italia di Legadue 2006
La Coppa Italia di Legadue 2006 è stata la seconda edizione della manifestazione.

## Formula
Vi partecipano le prime quattro squadre classificate al termine del girone di andata nella Legadue FIP 2005-2006 . Semifinali e finale si svolgono il 4 e 5 marzo 2006 presso il PalaSegest di Ferrara.

## Tabellone
|  | Semifinali | Semifinali       | Semifinali    |               |                  | Finale           | Finale | Finale |  |
|  |            |                  |               |               |                  |                  |        |        |  |
|  | 1          | Eurorida Scafati | 76            |               |                  |                  |        |        |  |
|  | 1          | Eurorida Scafati | 76            |               |                  |                  |        |        |  |
|  | 4          | Pepsi Caserta    | 74            |               |                  |                  |        |        |  |
|  | 4          | Pepsi Caserta    | 74            |               | Eurorida Scafati | Eurorida Scafati | 90     |        |  |
|  |            |                  |               |               | Eurorida Scafati | Eurorida Scafati | 90     |        |  |
|  |            |                  | Zarotti Imola | Zarotti Imola | 81               |                  |        |        |  |
|  | 2          | Carife Ferrara   | Zarotti Imola | Zarotti Imola | 81               | 86               |        |        |  |
|  | 2          | Carife Ferrara   |               |               |                  |                  |        |        |  |
|  | 3          | Zarotti Imola    | 87            |               |                  |                  |        |        |  |

## Verdetti
- Vincitrice della Coppa Italia: Eurorida Scafati

Formazione: Ante Grgurević, Joel Salvi, Dario Guadagnola, Lucas Victoriano, Darryl Wilson, Maximiliano Stanic, Germán Sciutto, Simone Flamini, Cristiano Grappasonni, Dimitri Lauwers. Allenatore: Giorgio Valli
- MVP: B.J. McKie, Zarotti Imola.